# Danny Murphy
Daniel Benjamin Murphy, conosciuto come Danny Murphy (Chester, 18 marzo 1977), è un ex calciatore inglese, di ruolo centrocampista.

## Carriera

### Club

#### Crewe Alexandra
Dal 1993 al 1997 gioca in Football League One con il Crewe Alexandra, prima di passare in FA Premier League con il Liverpool. Nella stagione 1998-1999 torna in prestito e totalizza 16 presenze ed 1 gol.

#### Liverpool
Dopo aver firmato con il Liverpool, non riesce subito a trovar spazio e viene mandato in prestito al Crewe Alexandra (come detto in precedenza). Al suo ritorno al Liverpool diventa titolare ed un idolo per il pubblico dell'Anfield.
Durante la sua carriera con il Liverpool, s'è reso protagonista di gol belli e decisivi, ad esempio quelli segnati contro il Manchester United all'Old Trafford in 3 stagioni su 4 (2000-2001, 2001-2002 e 2003-2004). Ha anche giocato diverse volte in Champions League e Coppa UEFA con il Liverpool, vincendo Charity Shield, Coppa d'Inghilterra, Coppa UEFA e Supercoppa europea nel 2001 e la Coppa di Lega nel 2001 e nel 2003.

#### Charlton Athletic
Nell'agosto 2004 firma un contratto quadriennale con il Charlton per 2.5 milioni £. Nella sua prima stagione col suo nuovo club, non riesce a trovare le prestazioni mostrate con il Liverpool. Nella stagione 2005-2006, invece, si mostra un'ottima pedina nello schema tattico sia del Charlton Athletic, sia della nazionale inglese.

#### Tottenham Hotspur
A gennaio 2006 passa al Tottenham Hotspur, squadra da lui scartata prima di passare al Charlton Athletic in agosto 2004, per 2 milioni £. Apparve solo di rado fino alla fine della stagione. Segnò il suo primo gol con la maglia del Tottenham il 1º ottobre 2006 nella partita vinta 2-1 contro il Portsmouth dopo soli 39 secondi di gioco.
Segnò il suo secondo gol con il Tottenham Hotspur in circostanze abbastanza "comiche". Nella rifinitura prima della partita contro il Newcastle United Jermain Defoe s'infortuna, e Danny Murphy viene selezionato per sostituirlo, nello schema tattico 4-5-1. Murphy, durante la partita, realizza una sforbiciata, la quale manda il pallone in faccia al difensore avversario Steven Taylor, il quale devia, quindi, involontariamente il pallone, sorprendendo così il proprio portiere Shay Given. Dopo alcuni mesi, la FA decide di togliere il gol a Murphy, considerandolo auto-gol di Taylor.

#### Fulham
Il 31 agosto 2007 passa al Fulham. Con la squadra inglese indossa la sua classica maglia nº 13.

#### Blackburn
Il 25 giugno 2012 viene ufficializzato il suo passaggio al Blackburn con un contratto biennale, ma dopo una sola stagione il contratto viene rescisso.

### Nazionale
Con la Nazionale di calcio inglese ha collezionato 10 presenze e un gol.

## Statistiche

### Presenze e reti nei club
| Stagione                 | Squadra                  | Campionato               | Campionato | Campionato | Coppe nazionali | Coppe nazionali | Coppe nazionali | Coppe continentali | Coppe continentali | Coppe continentali | Altre coppe | Altre coppe | Altre coppe | Totale | Totale |
| Stagione                 | Squadra                  | Comp                     | Pres       | Reti       | Comp            | Pres            | Reti            | Comp               | Pres               | Reti               | Comp        | Pres        | Reti        | Pres   | Reti   |
| ------------------------ | ------------------------ | ------------------------ | ---------- | ---------- | --------------- | --------------- | --------------- | ------------------ | ------------------ | ------------------ | ----------- | ----------- | ----------- | ------ | ------ |
| 1993-1994                | Crewe Alexandra          | TD                       | 12         | 2          | FACup+CdL       | 0+0             | 0               | -                  | -                  | -                  | -           | -           | -           | 12     | 2      |
| 1994-1995                | Crewe Alexandra          | SD                       | 35         | 5          | FACup+CdL       | 0+0             | 0               | -                  | -                  | -                  | -           | -           | -           | 35     | 5      |
| 1995-1996                | Crewe Alexandra          | SD                       | 42         | 10         | FACup+CdL       | 0+0             | 0               | -                  | -                  | -                  | -           | -           | -           | 42     | 10     |
| 1996-1997                | Crewe Alexandra          | SD                       | 47         | 10         | FACup+CdL       | 4+2             | 3+0             | -                  | -                  | -                  | -           | -           | -           | 53     | 13     |
| 1997-1998                | Liverpool                | PL                       | 16         | 0          | FACup+CdL       | 1+0             | 0               | CU                 | -                  | -                  | -           | -           | -           | 17     | 0      |
| 1998-gen. 1999           | Liverpool                | PL                       | 1          | 0          | FACup+CdL       | 0+2             | 0               | CU                 | 1                  | 0                  | -           | -           | -           | 4      | 0      |
| gen.-giu. 1999           | Crewe Alexandra          | FD                       | 16         | 1          | FACup+CdL       | 0+0             | 0               | -                  | -                  | -                  | -           | -           | -           | 16     | 1      |
| Totale Crewe Alexandra   | Totale Crewe Alexandra   | Totale Crewe Alexandra   | 152        | 28         |                 | 6               | 3               |                    | -                  | -                  |             | -           | -           | 158    | 31     |
| 1999-2000                | Liverpool                | PL                       | 23         | 3          | FACup+CdL       | 2+2             | 0+3             | -                  | -                  | -                  | -           | -           | -           | 27     | 6      |
| 2000-2001                | Liverpool                | PL                       | 27         | 4          | FACup+CdL       | 5+5             | 1+4             | CU                 | 10                 | 1                  | -           | -           | -           | 47     | 10     |
| 2001-2002                | Liverpool                | PL                       | 36         | 6          | FACup+CdL       | 2+1             | 0               | UCL                | 15                 | 2                  | SU          | 0           | 0           | 54     | 8      |
| 2002-2003                | Liverpool                | PL                       | 36         | 7          | FACup+CdL       | 3+4             | 1+2             | UCL+CU             | 12                 | 2                  | CS          | 1           | 0           | 56     | 12     |
| 2003-2004                | Liverpool                | PL                       | 31         | 5          | FACup+CdL       | 2+2             | 1+2             | CU                 | 7                  | 0                  | -           | -           | -           | 42     | 8      |
| Totale Liverpool         | Totale Liverpool         | Totale Liverpool         | 170        | 25         |                 | 31              | 14              |                    | 45                 | 5                  |             | 1           | 0           | 247    | 44     |
| 2004-2005                | Charlton Athletic        | PL                       | 38         | 3          | FACup+CdL       | 3+2             | 1+1             | -                  | -                  | -                  | -           | -           | -           | 43     | 5      |
| 2005-gen. 2006           | Charlton Athletic        | PL                       | 18         | 4          | FACup+CdL       | 0+3             | 1               | -                  | -                  | -                  | -           | -           | -           | 21     | 5      |
| Totale Charlton Athletic | Totale Charlton Athletic | Totale Charlton Athletic | 56         | 7          |                 | 8               | 3               |                    | -                  | -                  |             | -           | -           | 64     | 10     |
| gen.-giu. 2006           | Tottenham                | PL                       | 10         | 0          | FACup+CdL       | 0+0             | 0               | -                  | -                  | -                  | -           | -           | -           | 10     | 0      |
| 2006-2007                | Tottenham                | PL                       | 12         | 2          | FACup+CdL       | 1+3             | 0               | CU                 | 3                  | 0                  | -           | -           | -           | 19     | 2      |
| Totale Tottenham         | Totale Tottenham         | Totale Tottenham         | 22         | 2          |                 | 4               | 0               |                    | 3                  | 0                  |             | -           | -           | 29     | 2      |
| 2007-2008                | Fulham                   | PL                       | 33         | 5          | FACup+CdL       | 1+1             | 1+0             | -                  | -                  | -                  | -           | -           | -           | 35     | 6      |
| 2008-2009                | Fulham                   | PL                       | 38         | 5          | FACup+CdL       | 5+1             | 1+1             | -                  | -                  | -                  | -           | -           | -           | 44     | 7      |
| 2009-2010                | Fulham                   | PL                       | 25         | 5          | FACup+CdL       | 3+0             | 0               | UEL                | 11                 | 2                  | -           | -           | -           | 39     | 7      |
| 2010-2011                | Fulham                   | PL                       | 37         | 0          | FACup+CdL       | 3+2             | 2+0             | -                  | -                  | -                  | -           | -           | -           | 42     | 2      |
| 2011-2012                | Fulham                   | PL                       | 30         | 2          | FACup+CdL       | 2+0             | 1               | UEL                | 11                 | 3                  | -           | -           | -           | 43     | 6      |
| Totale Fulham            | Totale Fulham            | Totale Fulham            | 163        | 17         |                 | 18              | 6               |                    | 22                 | 5                  |             | -           | -           | 198    | 28     |
| 2012-2013                | Blackburn Rovers         | FLC                      | 33         | 1          | FACup+CdL       | 2+0             | 1               | -                  | -                  | -                  | -           | -           | -           | 35     | 2      |
| Totale carriera          | Totale carriera          | Totale carriera          | 596        | 80         |                 | 70              | 29              |                    | 70                 | 10                 |             | 1           | 0           | 736    | 119    |

### Cronologia presenze e reti in nazionale
| Cronologia completa delle presenze e delle reti in nazionale ― Inghilterra | Cronologia completa delle presenze e delle reti in nazionale ― Inghilterra | Cronologia completa delle presenze e delle reti in nazionale ― Inghilterra | Cronologia completa delle presenze e delle reti in nazionale ― Inghilterra | Cronologia completa delle presenze e delle reti in nazionale ― Inghilterra | Cronologia completa delle presenze e delle reti in nazionale ― Inghilterra | Cronologia completa delle presenze e delle reti in nazionale ― Inghilterra | Cronologia completa delle presenze e delle reti in nazionale ― Inghilterra |
| Data                                                                       | Città                                                                      | In casa                                                                    | Risultato                                                                  | Ospiti                                                                     | Competizione                                                               | Reti                                                                       | Note                                                                       |
| -------------------------------------------------------------------------- | -------------------------------------------------------------------------- | -------------------------------------------------------------------------- | -------------------------------------------------------------------------- | -------------------------------------------------------------------------- | -------------------------------------------------------------------------- | -------------------------------------------------------------------------- | -------------------------------------------------------------------------- |
| 5-9-2001                                                                   | Newcastle upon Tyne                                                        | Inghilterra                                                                | 2 – 0                                                                      | Albania                                                                    | Qual. Mondiali 2002                                                        | -                                                                          | 45’ 83’                                                                    |
| 10-11-2001                                                                 | Manchester                                                                 | Inghilterra                                                                | 1 – 1                                                                      | Svezia                                                                     | Amichevole                                                                 | -                                                                          | 46’                                                                        |
| 27-3-2002                                                                  | Leeds                                                                      | Inghilterra                                                                | 1 – 2                                                                      | Italia                                                                     | Amichevole                                                                 | -                                                                          | 46’                                                                        |
| 17-4-2002                                                                  | Liverpool                                                                  | Inghilterra                                                                | 4 – 0                                                                      | Paraguay                                                                   | Amichevole                                                                 | 1                                                                          | 46’                                                                        |
| 21-5-2002                                                                  | Seogwipo                                                                   | Corea del Sud                                                              | 1 – 1                                                                      | Inghilterra                                                                | Amichevole                                                                 | -                                                                          | 46’                                                                        |
| 7-9-2002                                                                   | Birmingham                                                                 | Inghilterra                                                                | 1 – 1                                                                      | Portogallo                                                                 | Amichevole                                                                 | -                                                                          | 63’                                                                        |
| 12-2-2003                                                                  | Londra                                                                     | Inghilterra                                                                | 1 – 3                                                                      | Australia                                                                  | Amichevole                                                                 | -                                                                          | 46’                                                                        |
| 29-3-2003                                                                  | Vaduz                                                                      | Liechtenstein                                                              | 0 – 2                                                                      | Inghilterra                                                                | Qual. Euro 2004                                                            | -                                                                          | 70’                                                                        |
| 20-8-2003                                                                  | Ipswich                                                                    | Inghilterra                                                                | 3 – 1                                                                      | Croazia                                                                    | Amichevole                                                                 | -                                                                          | 82’                                                                        |
| 16-11-2003                                                                 | Manchester                                                                 | Inghilterra                                                                | 2 – 3                                                                      | Danimarca                                                                  | Amichevole                                                                 | -                                                                          | 76’                                                                        |
| Totale                                                                     |                                                                            | Presenze                                                                   | 10                                                                         |                                                                            | Reti                                                                       | 1                                                                          |                                                                            |

## Palmarès

### Club

#### Competizioni nazionali
- Coppa di Lega inglese: 2

Liverpool: 2000-2001, 2002-2003
- Coppa d'Inghilterra: 1

Liverpool: 2000-2001
- Charity Shield: 1

Liverpool: 2001

#### Competizioni internazionali
- Coppa UEFA: 1

Liverpool: 2000-2001
- Supercoppa UEFA: 1

Liverpool: 2001

## Vita privata
Il 15 luglio 1996 Danny Murphy ha avuto un figlio, Ashleigh Daniel Murphy, nato da una precedente relazione.
Attualmente è sposato dal 7 luglio 2004 con l'attrice ed ex-modella Joanna Taylor. Dopo un aborto spontaneo e due tentativi di concepire figli tramite fecondazione in vitro (la Taylor soffriva infatti di sindrome dell'ovaio policistico ed endometriosi), la coppia ha avuto una figlia, Mya, nata il 15 agosto 2006. Tuttavia in seguito la Taylor ha avuto da Murphy il suo secondo figlio, Ethan, nato biologicamente nel 2010.